# Caloranaerobacter azorensis
Caloranaerobacter azorensis è una specie di batterio appartenente alla famiglia delle Clostridiaceae.